# Grand Prix Formule 1 van Monaco 1970
De Grand Prix Formule 1 van Monaco 1970 werd gehouden op 10 mei in Monte Carlo op het circuit van Monaco. Het was de derde race van het seizoen. De race werd gewonnen door Jochen Rindt, nadat de oorspronkelijke raceleider Jack Brabham in de laatste bocht van de laatste ronde een stuurfout beging en daarmee Rindt voorbij moest laten gaan.

## Resultaten

### Race
| Pos. | Nr. | Coureur              | Constructeur       | Rondes | Tijd / Oorzaak uitval | Grid | Punten |
| ---- | --- | -------------------- | ------------------ | ------ | --------------------- | ---- | ------ |
| 1.   | 3   | Jochen Rindt         | Lotus-Ford         | 80     | 1:54.37,4             | 8    | 9      |
| 2.   | 5   | Jack Brabham         | Brabham-Ford       | 80     | + 23,1                | 4    | 6      |
| 3.   | 9   | Henri Pescarolo      | Matra              | 80     | + 51,4                | 7    | 4      |
| 4.   | 11  | Denny Hulme          | McLaren-Ford       | 80     | + 1.28,3              | 3    | 3      |
| 5.   | 1   | Graham Hill          | Lotus-Ford         | 79     | + 1 ronde             | 16   | 2      |
| 6.   | 17  | Pedro Rodríguez      | BRM                | 78     | + 2 ronden            | 15   | 1      |
| 7.   | 23  | Ronnie Peterson      | March-Ford         | 78     | + 2 ronden            | 12   |        |
| 8.   | 19  | Jo Siffert           | March-Ford         | 76     | Zonder brandstof      | 11   |        |
| NF   | 28  | Chris Amon           | March-Ford         | 60     | Ophanging             | 2    |        |
| NG   | 24  | Piers Courage        | De Tomaso-Ford     | 58     | Niet geklasseerd      | 9    |        |
| NF   | 21  | Jackie Stewart       | March-Ford         | 57     | Motor                 | 1    |        |
| NF   | 16  | Jackie Oliver        | BRM                | 42     | Motor                 | 14   |        |
| NF   | 8   | Jean-Pierre Beltoise | Matra              | 21     | Differentieel         | 6    |        |
| NF   | 12  | Bruce McLaren        | McLaren-Ford       | 19     | Ophanging             | 10   |        |
| NF   | 14  | John Surtees         | McLaren-Ford       | 14     | Olie druk             | 13   |        |
| NF   | 26  | Jacky Ickx           | Ferrari            | 11     | Aandrijving           | 5    |        |
| NQ   | 10  | Andrea de Adamich    | McLaren-Alfa Romeo |        |                       |      |        |
| NQ   | 6   | Rolf Stommelen       | Brabham-Ford       |        |                       |      |        |
| NQ   | 15  | George Eaton         | BRM                |        |                       |      |        |
| NQ   | 2   | John Miles           | Lotus-Ford         |        |                       |      |        |
| NQ   | 20  | Johnny Servoz-Gavin  | March-Ford         |        |                       |      |        |

## Noot
- Dit was het debuut van de Zweedse coureur (en toekomstig Grand Prix-winnaar) Ronnie Peterson.
- Dit was de honderdste (en laatste) Grand Prix-start voor Bruce McLaren. Hiermee was McLaren de vierde coureur (na Jack Brabham, Graham Hill en Jo Bonnier) die minstens 100 Formule 1-races had gereden. Het zou tevens zijn laatste race zijn, omdat hij 23 dagen later bij een ongeluk om het leven kwam.
- Eerste podiumplaats voor Henri Pescarolo.

## Kampioenschap standen

#### Rijders
| Pos. | Rijder         | Pnt |
| ---- | -------------- | --- |
| 1    | Jack Brabham   | 15  |
| 2    | Jackie Stewart | 13  |
| 3    | Jochen Rindt   | 9   |
| 4    | Denny Hulme    | 9   |
| 5    | Bruce McLaren  | 6   |

#### Constructeurs
| Pos. | Constructeur | Pnt |
| ---- | ------------ | --- |
| 1    | Brabham-Ford | 15  |
| 2    | McLaren-Ford | 15  |
| 3    | Lotus-Ford   | 14  |
| 4    | March-Ford   | 13  |
| 5    | Matra        | 7   |

- Noot: Enkel de top vijf posities worden in beide standen weergegeven.